# Epione lateritia
Epione lateritia là một loài bướm đêm trong họ Geometridae.